# Wilhelm Thiele
Pour les articles homonymes, voir Thiele.
Wilhelm Thiele (né Wilhelm Isersohn) est un cinéaste et scénariste austro-américain, né le 10 mai 1890 à Vienne (Autriche), et mort le 7 septembre 1975 à Woodland Hills Los Angeles, Californie (États-Unis).

## Biographie
Wilhelm Isersohn étudie au Conservatoire de Vienne et obtient une bourse pour le Burgtheater de Vienne en tant que scénographe. Il monte ensuite sur scène, en 1909, à Karlsbad et à Stuttgart et prend le pseudonyme de Wilhelm Thiele. Il sert pendant la Grande guerre dans l'armée austro-hongroise dans un régiment d'infanterie viennois où il monte des revues. 
Après la première guerre mondiale, il est engagé au Volkstheater de Munich (Théâtre du Peuple de Munich) en tant que metteur en scène. Puis il commence sa carrière de réalisateur de cinéma, en 1923, avec des comédies légères. Son premier grand succès est Le Chemin du paradis, en 1930, la première comédie musicale du cinéma allemand. Il tourne aussi en France plusieurs films en français, dont Le Bal avec Danielle Darrieux. 
Mais, d'origine juive, il doit quitter l'Allemagne à cause des lois raciales, en 1933, pour l'Angleterre, puis pour Hollywood où il vit dorénavant à partir de 1936. Il y tourne Hula, fille de la brousse (The Jungle Princess) avec Dorothy Lamour, Ray Milland et Akim Tamiroff, puis deux Tarzan avec Johnny Weissmuller, dont l'un est un film anti nazi, mais n'obtient plus le succès qu'il avait connu autrefois.
Il se tourne alors, en 1949, vers la télévision.

## Filmographie

### Films muets
- 1923 : Das Totenmahl auf Schloß Begalitza
- 1923 : Fiat Lux (en)
- 1927 : Orient-Express
- 1927 : L'exil (de) (Die Selige Exzellenz)
- 1927 : Der Anwalt des Herzens (en)
- 1928 : La Dame au masque (Die Dame mit der Maske) avec Dita Parlo
- 1928 : Hurra! Ich lebe! (en)
- 1929 : Adieu, Mascotte (Das Modell vom Montparnasse)

### Films parlants
- 1930 : Valse d'amour (de) (Liebeswalzer)
- 1930 : Le Chemin du paradis (Die Drei von der Tankstelle)
- 1931 : La Fille et le Garçon (en) (Zwei Herzen und ein Schlag)
- 1931 : Dactylo
- 1931 : Le Bal
- 1931 : Madame sort... (de) (Madame hat Ausgang)
- 1932 : L'Amoureuse Aventure
- 1932 : Épouse-moi (Mädchen zum Heiraten)
- 1933 : Waltz Time (en)
- 1933 : La Grande-Duchesse Alexandra (de) (Großfürstin Alexandra)
- 1935 : Un amoureux aux enchères (The Lottery Lover)
- 1936 : Hula, fille de la brousse (The Jungle Princess)
- 1937 : Carnival in Paris (court-métrage)
- 1937 : Londres la nuit (London by Night)
- 1937 : Débrouillards et compagnie (en) (Beg, Borrow or Steal)
- 1939 : Bridal Suite
- 1940 : The Ghost Comes Home
- 1943 : Le Triomphe de Tarzan (Tarzan Triumphs)
- 1943 : Le Mystère de Tarzan (Tarzan's Desert Mystery)
- 1946 : Le Secret de la madone (en)
- 1949 : The Price of Freedom (court-métrage)
- 1950 : The Du Pont Story (en)
- 1960 : Le Dernier Piéton (de) (Der letzte Fußgänger)
- 1960 : Cent hommes et une jeune fille (Sabine und die 100 Männer)